# David Bernal
David ,,Elsewhere” Bernal (n. 2 august 1979) este un dansator american care practică stilurile popping și liquiding.

## Familia
S-a născut în Santa Ana, California.
A crescut într-o familie modestă, în care mama sa este peruviancă iar tatăl său este din New Mexico.

## Studiile
David a absolvit California State University Long Beach, California cu o diplomă în Arte în 2002.

## Personalitatea
Ca persoană se consideră un tip timid și tăcut.

## Un clip devenit celebru
A devenit cunoscut printr-un clip video viral (clipurile virale sunt clipurile video care ajung la un număr foarte mare de vizualizări)- adesea numit Kolla 2001- ce redă participarea sa la ediția din 2001 a emisiunii de talente coreene americane numită Kollaboration (un spectacol de talente anual creat de un mic număr de voluntari tineri coreeni care trăiesc în America și Canada). David a dansat  pe melodia lui Kraftwerk numită Expo 2000.

## Flexibilitate
Bernal nu este o persoană cu două articulații (încheieturi), așa cum spune o prejudecată răspândită. El spune:,,Nu am deloc două încheieturi. Singurul loc unde am două încheieturi este la degetele mari, ceea ce chiar nu contează. Aș spune că probabil sunt mai flexibil decât cea mai mare parte a persoanelor în anumite părți, în principal la șolduri și glezne, dar nu m-am născut așa. Acele zone au devenit flexibile în urma anilor de antrenament”

## Reclame, filme
Bernal a fost ulterior angajat să participe la reclame la diverse produse comericiale. 
A avut o prezență scurtă într-un  film numit ,,You got served” despre niște dansatori și a avut unele apariții la The Tonight Show with Jay Leno.
A fost folosit în câteva reclame unde, prin tehnica computerizată, s-au adăugat trupului său alte fețe (bătrâne, tinere, de bărbat, de femeie) pentru a crea impresia că acele personaje dansează ca el.
Bernal a fost dublura dansatoare a lui Mad Hatter în Alice în Țara Minunilor (2010) al lui Tim Burton, în timpul dansului "Futterwacken".

## Un documentar
Bernal a filmat și editat o mare parte din documentarul video intitulat Detours[nefuncțională]
. Documentarul caracteriza stilurile de dans experimental centrându-se în principal pe 4 dansatori: Midus, Kujo, Rawbzilla și el însuși.

## Colaborarea cu Michael Jackson
Bernal a colaborat cu Michael Jackson pentru turneul This is it în calitate de antrenor (coach).